# Molsheim
Molsheim je naselje in občina v severovzhodni francoski regiji Alzaciji, podprefektura departmaja Bas-Rhin. Leta 1999 je naselje imelo 9.335 prebivalcev.
V Molsheimu se nahaja sedež tovarne avtomobilov Bugatti.

## Geografija
Kraj leži v severovzhodni Franciji ob reki Bruche, približno 30 km jugozahodno od Strasbourga.

## Administracija
Molsheim je sedež istoimenskega kantona, v katerega so poleg njegove vključene še občine Altorf, Avolsheim, Dachstein, Dinsheim-sur-Bruche, Dorlisheim, Duttlenheim, Ergersheim, Ernolsheim-Bruche, Gresswiller, Heiligenberg, Lutzelhouse, Muhlbach-sur-Bruche, Mutzig, Niederhaslach, Oberhaslach, Soultz-les-Bains, Still, Urmatt in Wolxheim s 37.503 prebivalci.
Naselje je prav tako sedež okrožja, v katerem se nahajajo kantoni Molsheim, Rosheim, Saales, Schirmeck in Wasselonne z 89.604 prebivalci.

## Zanimivosti
Starejše dobro ohranjeno naselje vsebuje številne stare hiše in druge zgradbe tipično alzaške arhitekture:
- srednjeveška mestna vrata Porte des forgerons,
- baročna jezuitska cerkev sv. Jurija in sv. Trojice poznogotskega stila,
- Metzig, iz obdobja renesanse,
- klasicistična mestna hiša,
- nekdanji samostan La Chartreuse, delno uničen v času francoske revolucije, danes muzej.

## Pobratena mesta
- Gerbrunn (Nemčija);